# العلاقات الكوبية الكوستاريكية
العلاقات الكوبية الكوستاريكية هي العلاقات الثنائية التي تجمع بين كوبا وكوستاريكا.

## مقارنة بين البلدين
هذه مقارنة عامة ومرجعية للدولتين:
| وجه المقارنة                                              | كوبا                              | كوستاريكا                                 |
| --------------------------------------------------------- | --------------------------------- | ----------------------------------------- |
| المساحة (كم2)                                             | 109.88 ألف                        | 51.10 ألف                                 |
| عدد السكان (نسمة)                                         | 11.48 مليون                       | 4.91 مليون                                |
| الكثافة السكانية (ن./كم²)                                 | 104.48                            | 96.09                                     |
| العاصمة                                                   | هافانا                            | سان خوسيه                                 |
| اللغة الرسمية                                             | اللغة الإسبانية                   | اللغة الإسبانية                           |
| العملة                                                    | بيزو كوبي، بيزو كوبي قابل للتحويل | كولون كوستاريكي                           |
| الناتج المحلي الإجمالي (بليون دولار)                      | 87.13 مليار                       | 57.06 مليار                               |
| الناتج المحلي الإجمالي (تعادل القوة الشرائية) بليون دولار |                                   | 74.98 مليار                               |
| الناتج المحلي الإجمالي الاسمي للفرد دولار أمريكي          |                                   | 11.26 ألف                                 |
| الناتج المحلي الإجمالي للفرد دولار أمريكي                 |                                   | 14.92 ألف                                 |
| مؤشر التنمية البشرية                                      | 0.769                             | 0.766                                     |
| رمز المكالمات الدولي                                      | +53                               | +506                                      |
| رمز الإنترنت                                              | .cu                               | .cr، قائمة نطاقات المستوى الأعلى للإنترنت |
| المنطقة الزمنية                                           | 00                                | 00                                        |

## منظمات دولية مشتركة
يشترك البلدان في عضوية مجموعة من المنظمات الدولية، منها:
| علم المنظمة | اسم المنظمة                                                          | تاريخ انضمام كوبا | تاريخ انضمام كوستاريكا |
| ----------- | -------------------------------------------------------------------- | ----------------- | ---------------------- |
|             | منظمة التجارة العالمية                                               | ?                 | ?                      |
|             | الاتحاد الدولي للاتصالات                                             | 16 يناير 1918     | 13 سبتمبر 1932         |
|             | وكالة حظر الأسلحة النووية في أمريكا اللاتينية ومنطقة البحر الكاريبي ‏ | ?                 | ?                      |
|             | منظمة حظر الأسلحة الكيميائية                                         | ?                 | ?                      |
|             | يونسكو                                                               | 29 أغسطس 1947     | 19 مايو 1950           |
|             | الأمم المتحدة                                                        | 24 أكتوبر 1945    | 2 نوفمبر 1945          |
|             | الاتحاد البريدي العالمي                                              | ?                 | ?                      |
|             | منظمة الشرطة الجنائية الدولية                                        | ?                 | ?                      |

## وصلات خارجية
- موقع وزارة الخارجية الكوبية
- موقع وزارة الخارجية الكوستاريكية